# Andrea Trento
Andrea Trento (12 de julio de 1976) es un deportista estadounidense que compitió en remo. Ganó una medalla de plata en el Campeonato Mundial de Remo de 1998, en la prueba de ocho con timonel ligero.

## Palmarés internacional
| Campeonato Mundial | Campeonato Mundial | Campeonato Mundial | Campeonato Mundial      |
| Año                | Lugar              | Medalla            | Prueba                  |
| ------------------ | ------------------ | ------------------ | ----------------------- |
| 1998               | Colonia (Alemania) | Medalla de plata   | Ocho con timonel ligero |